# Принцип релативности
Принцип релативности, у физици, означава захтев за инваријантношћу (непроменљивошћу) физичких закона у односу на различите референтне системе. Практично, то значи да једначине које описују физичке законе морају имати исти облик у свим одговарајућим референтним системима. Принцип релативности је последица немогућности емпиријског опажања апсолутног кретања. Ова немогућност се у физичким експериментима испољава добијањем истих резултата мерења независно од избора референтног система у којима се експерименти изводе. Принцип релативности први је формулисао Галилео Галилеј након серије експеримената којима је показао његово важење у инерцијалним системима референције, па се ова, прва и најслабија, верзија принципа често назива Галилејевим принципом релативности.
Дуго су научници сматрали да добијање истих резултата мерења значи да се физички процеси у различитим инерцијалним системима одвијају на идентичан начин. Тачније, није се посумњало у такво закључивање све до појаве радова Анрија Поенкареа. Поенкаре први говори о томе да се физички процеси у различитим инерцијалним системима не одвијају на динамички исти, већ на кинематички сличан начин. Односно, физички процеси се у различитим инерцијалним системима одвијају таман толико различито да нема могућности да се утврди хијерархија међу инерцијалним системима. То је уједно и мера поменуте кинематичке сличности. Овакво сагледавање нам омогућава алтернативну али и прецизнију дефиницију принципа релативности:
Принцип релативности је немогућност успостављања апсолутне хијерархије између инерцијалних система.
Оваква дефиниција дозвољава постојање апсолутног простора и апсолутног кретања али их не претпоставља. Затим, дозвољава чак и увођење хијерархије између инерцијалних система али само на бази договора (конвенције) јер не постоји физички начин да се она утврди апсолутно.